# Elecciones parlamentarias de Santo Tomé y Príncipe de 2022
Las elecciones parlamentarias de Santo Tomé y Príncipe de 2022 se realizaron el 25 de septiembre de dicho año.

## Contexto
Las elecciones parlamentarias de octubre de 2018 dieron lugar a una alternancia en el poder. La Acción Democrática Independiente (ADI) del primer ministro saliente Patrice Trovoada ocupó el primer lugar pero perdió la mayoría absoluta, seguida de cerca por el Movimiento para la Liberación de Santo Tomé y Príncipe / Partido Social Demócrata (MLSTP-PSD). Este último luego formó un gobierno de coalición con el Partido Convergencia Democrática-Grupo de Reflexión (PCD) que llevó a Jorge Bom Jesus al puesto de primer ministro.
Designado el 29 de noviembre por el presidente Evaristo Carvalho, Bom Jesus formó un gobierno que asumió el cargo el 3 de diciembre siguiente. Las elecciones parlamentarias condujeron así a una situación de cohabitación entre un presidente miembro de la ADI y un primer ministro del MLSTP-PSD.
La elección presidencial de septiembre de 2021 renovó esta convivencia, a pesar de la decisión del presidente saliente, elegible para un segundo mandato, de no presentarse nuevamente. El exministro y miembro de la ADI Carlos Vila Nova venció en segunda vuelta a su oponente del MLSTP-PSD, Guilherme Posser da Costa.

## Sistema electoral
Los 55 miembros de la Asamblea Nacional son elegidos por representación proporcional de lista cerrada en siete distritos electorales plurinominales.

## Campaña
Un total de 10 partidos y una coalición participan en la elección.

## Resultados
| Partido                            | Partido | Votos   | %     | Escaños | +/–   |
| ---------------------------------- | --- | ------- | ----- | ------- | ----- |
|                                    | Acción Democrática Independiente                                                                                 | 36,549  | 46.81 | 30      | 5     |
|                                    | Movimiento para la Liberación de Santo Tomé y Príncipe / Partido Social Demócrata                                | 25,531  | 32.70 | 18      | 5     |
|                                    | Movimiento Basta (apoyado por PGD-GR)                                                                            | 6,874   | 8.80  | 2       | Nuevo |
|                                    | Movimiento de Ciudadanos Independientes de Santo Tomé y Príncipe - Partido Socialista-Partido de Unidad Nacional | 5,120   | 6.56  | 5       | 3     |
|                                    | Movimiento Democrático de las Fuerzas del Cambio-Partido Liberal                                                 | 1,601   | 2.05  | 0       | 0     |
|                                    | Unión de Demócratas por la Ciudadanía y el Desarrollo                                                            | 731     | 0.94  | 0       | 1     |
|                                    | Ciudadanos Independientes por el Desarrollo de Santo Tomé                                                        | 472     | 0.60  | 0       | Nuevo |
|                                    | Movimiento Unido para el Desarrollo                                                                              | 389     | 0.50  | 0       | Nuevo |
|                                    | Nuevo Partido | 352     | 0.45  | 0       | Nuevo |
|                                    | Movimento Social Demócrata – Partido Verde de Santo Tomé y Príncipe                                              | 271     | 0.35  | 0       | 0     |
|                                    | Partido de Todos los Santotomenses                                                                               | 195     | 0.25  | 0       | 0     |
| Votos válidos                      | Votos válidos | 78,085  | 96.43 | –       | –     |
| Votos inválidos                    | Votos inválidos                                                                                                  | 2,214   | 2.73  | –       | –     |
| Votos en blanco                    | Votos en blanco                                                                                                  | 675     | 0.83  | –       | –     |
| Total                              | Total | 80,974  | 100   | 55      | –     |
| Votantes registrados/participación | Votantes registrados/participación                                                                               | 123,302 | 65.67 | –       | –     |
| Fuente:CEN (votos); RFI (escaños)  | |         |       |         |       |